# Балинці
Ба́линці — село Заболотівської селищної громади Коломийського району Івано-Франківської області. До 2020 року входило до Снятинського району.
Засноване 1373 року. Згадується 1 січня 1457 року в книгах галицького суду.
Ще одна письмова згадка про Балинці належить до 1462 р. Село згадується й пізніше в 1483 та 1495 рр.

## Назва
Село Балинці у XIII—XIV ст. мало назву «Балканський хутір» (від слова «балка»). Легенда розповідає, що у XIII ст. на захід від Балинець існувало село Петровець. Коли монголо-татари ішли з Коломиї на замок Олешків вони зруйнували це село. Деякі жителі загинули, а деяким вдалося втекти. Рятуючись від ворогів, одні поселилися за гаєм, і там виникло село Загайпіль, інші поселились під гаєм і там заснували Підгайчики, частина жителів пішла на північ, у долині річки Чорняви перейшли балки і там заснували село Балинці.

## Історія
На території Балинців зустрічаються знахідки часів Київської Русі. За народними переказами, Балинці засновано у XIII—XIV ст. Це припущення підтверджується тим, що навіть і досі на околиці села збереглися рештки земляних укріплень, де знаходиться посуд тих часів. В цей час Балинці були власністю галицького судді.
Масове закріпачення селян і загарбання земель феодалами призводило до зменшення селянських наділів. Якщо наприкінці XV ст. і в середині XVI ст. селянський наділ у середньому становив ½ лану, то в XVII ст. він зменшився до ¼ лану. 54 % селянських господарств були малоземельні, а 21,8 % — безземельні. У шляхетських і церковних маєтках панщина тривала до 5—6 днів на тиждень. Селян позбавили права виходу з громади. Крім панщини, вони сплачували різні грошові побори на користь феодала й держави.
Важкий феодально-кріпосницький гніт доповнювався жорстокими національно-релігійними утисками. Польські феодали намагалися силоміць ополячити населення Балинців шляхом «навернення» їх у католицьку віру. З цією метою вони заснували у Гвіздці римсько-католицьку парафію, яка поширювала свій вплив і на Балинці. Але завдяки стійкості селян процес ополячування відбувався дуже повільно. У 1870 р. з 1364 чоловік населення, яке проживало в Балинцях і Трофанівці, римо-католиків було лише 21 чоловік. Посилення соціального й національного гніту загострювало визвольну боротьбу трудящих. Під впливом агітації посланців Б. Хмельницького селяни Балинців гуртувались в озброєні загони. У 1648 році, коли селянсько-козацькі війська здійснювали похід на Львів, селяни Балинців разом з повстанцями інших сіл напали на маєток поміщика в селі Кулачківцях, спалили його, а майно розподілили між собою. З роками поглибився процес зубожіння трудящих, зросло число безземельних і безкінних господарств. У 40-х роках XVIII ст. на 465 дворів припадало лише 30 коней і 192 воли.
Усе це стало причиною нового піднесення класової боротьби. У 1743—1744 рр. через Балинці переходив загін Олекси Довбуша. Мешканці села охоче постачали опришкам продовольство, створювали їм умови для перепочинку, повідомляли про засідки ворога і розташування каральних загонів.
У 1772 р. за першим поділом Польщі, Галичина ввійшла до складу Австро-Угорської імперії. Австрія панувала над усіма націями що входили до складу імперії. Важко жилося в Балинцях під тиском панщини, яка звела сільську людину до жалюгідного існування. Крім важких повинностей, селяни платили до 50 видів податків — за будівлі, фруктові дерева, на утримання сільського писаря тощо. Один лиш поземельний податок забирав у селян 10 % іншого прибутку.
У 1809р селяни Балинців відмовилися відробляти панщину. У відповідь власниця села шляхтянка А. Анжинська вчинила над кріпаками масову екзекуцію.
Не принесло селянам полегшення й скасування кріпосного права. Селяни втратили сервітути. Переважна частина земель залишилось у руках поміщика, церкви і куркулів. За переписом 1870 р. в Балинцях разом із присілком Трофанівкою проживало 1945 чоловік, їм належало 92 морги орної землі і лук, 158 моргів пасовищ, 7 моргів лісу. А тим часом поміщики Агопсовичі, а також церква мали 598 моргів орної землі, 13 моргів пасовищ, 11 моргів сіножатей та 81 морг лісу.
У пореформений період селяни виступали не тільки проти своїх поміщиків, вони вимагали від австрійських властей відкрити українські школи і бібліотеки для трудящих, вшановувати пам'ять видатних діячів української культури. Під тиском народних мас у 1852 р. Уряд змушений був дозволити Балинцях тривіальну (трикласну) школу з українською мовою викладання. Проте її відвідувало дуже мало селянських дітей. Про безпросвітну темряву населення свідчить той факт, що наприкінці XIX ст. в Балинцях згнила через недогляд цінна бібліотека, зібрана покійним священиком Никоновичем.
У 1914 році село Балинці величаво відзначило століття з дня народження Тараса Шевченка 16 травня, у день скасування панщини в Галичині, відбулось посвячення місця, де мала стати символічна могила Кобзаря. Значною подією в Балинцях було спорудження в 1914 р. на кошти селян пам'ятника Т. Г. Шевченку. Ініціаторами цього стали: І. Корбутяк, М. Демчук, М. Рурак та І. Угринчук — учасники місцевого хору. За їх пропозицією погруддя Кобзаря купили за 360 золотих у Косовського різьбяра. Липи що ростуть тепер навколо пам'ятника, завезено в 1930 р. О. Соколяном та М. Корбутяком із с. Сопова.
Головним промовцем на святі, у якому взяла участь велика маса народу, був письменник Василь Стефаник. Після посвячення місця закопано документи про те, хто почав справу будувати пам'ятник Шевченкові, і почалось сипання могили. Першу тачку землі висипав голова комітету директор Барнич, за ним пішли інші. Вибух війни перервав дальшу працю, і могилу закінчили аж по війні, в 1928 році. Зробили це члени читальні «Просвіти», які також засадили могилу деревами і обвели дротяним плотом. На могилі мав стояти бюст Шевченка, зроблений з каменю одним різьбарем — самоуком з Косова, але польська влада заборонила ставити його, і бюст стояв у читальні аж до другої світової війни. Коли в 1939 році прийшла більшовицька армія, місцеві комуністи були такі зайняті творенням колгоспу і боротьбою з «ворогами народу», що не мали часу поцікавитись пам'ятником Шевченкові. Закінчили могилу і поставили пам'ятник аж в 1943 році за німецької окупації. Відкриття і посвячення пам'ятника відбулось 27 вересня 1943 року при великій участі народу з сусідніх сіл і з участю трьох священиків о. Михайла Киселя, пароха Балинець, о. Миколи Вонсуля, пароха Кулачковець, і о. Михайла Романчука, пароха містечка Гвіздець. Відбулось це свято тоді, коли над могилою Шевченка в Каневі гриміли гармати двох найбільших ворогів українського народу гітлерівської Німеччини й Москви, що билися за українську землю. Той пам'ятник стоїть у Балинцях і тепер.
Весною 1910 р. на вічі в Балинцях селяни зажадали, щоб вибори до австрійського парламенту проходили на основі загального, прямого, рівного виборчого права при таємному голосуванні. Ставилась також вимога збільшити число мандатів для українців відповідно до кількості населення, утворити окрему національну курію. Віче вимагало, щоб «по громадах, де є більшість українців, були школи українські і не було б примусу польської мови». В 1912 р. трудящі села добилися відкриття чотирикласної школи з українською мовою навчання.
Перша світова війна призвела до занепаду селянських господарств. Усіх чоловіків призовного віку мобілізували на фронт. Внаслідок реквізиції для потреб війни зменшилася кількість робочої і продуктивної худоби. Територія Балинців перетворилася на арену жорстоких боїв між російськими і австро-угорськими військами, село кілька разів переходило з рук у руки.
Великий поступ зробило село на полі кооперації. Два роки після відновлення споживчої кооперації, її членами були вже майже всі громадяни села. Стали членами також дві жидівських родини, які жили в Балинцях, бо хотіли користуватись товаровою дивідендою, яку кооператива давала своїм членам відповідно до закуплених ними товарів (товаровий зворот). Клич «свій до свого» промовляв до людей так, що незабаром єдина в селі приватна крамниця збанкротувала. А обороти кооперативу зростали з року в рік, і кожного року вона давала членам товарові дивіденди. Коператива не тільки продавала своїм членам товари широкого вжитку, але також купувала в селян сільськогосподарські продукти, наприклад: кури, яйця, зерно і збувала їх у місті через кооперативну мережу. Наші кооператори не боялись конкуренції з боку приватних торгівців збіжжям і відкрили в містечку Гвіздці зерновий магазин, який скуповував у селян збіжжя і відправляв його до Центросоюзу у Львові або на призначене ним місце в якомусь іншому місті. Кооператива відкрила дві допоміжні крамниці (філії) — одну в містечку Гвіздці, поблизу крамниці польського «Кулка рольнічного», яка згодом цілком занепала, і другу в Балинцях. В центральній крамниці працювали три крамарі, у гвіздецькій філії два і балинецькій — один. Для своїх членів кооператива закупила машину для очищення зерна на насіння (трієр) і велику вагу для важення худоби.
Душею кооперативи, яка 1938 р. мала оборот в 400 000 золотих, був Петро Григорчук. Він мав закінчену середню освіту і весь час без перерви працював книговодом кооперативи.
З ініціативи споживчої кооперативи організовано в 1928 році районову молочарню з осідком у Балинцях, яка охоплювала 22 села з трьох повітів: Коломийського, Городенського і Снятинського. Завдяки вмілому керівництву, районів в Балинцях домоглась великих успіхів і здобула загальне призначення своїх і чужих. Масло, продуктоване в Балинцях, здобуло високу оцінку державних чиновників і переважно було експортовано за кордон, завдяки чому члени одержували вищу ціну за доставлене молоко. Районівка добре стояла фінансово і збудувала гарний, просторий будинок з цегли, який був окрасою села і околиці. Запроваджене було також механізоване виробництва масла. Районівка затруднювала 16 робітників, крім 22 «кружівкарів», які приймали від селян молоко і відокремлювали сметану, і чотирьох візників, які звозили сметану до центральні. В управі районівки працювали без перерви Петро Григорчук як книговод, учитель Іван Драган як касир та Іван Микитюк як діловод (справочник). Техніками які пройшли відповідний вишкіл, були Олекса Качуляк і Петро Драган.

У селі були два шкільні будинки, звані «Нова школа» і «Стара школа». За австрійських часів школа була чотири класова з шестирічним навчанням і трирічним трирічним доповняльним курсом. За польських часів школа була семи класова, за радянської влади — десятирічна. У 1938 році мешканці Балинець відпровадили на вічний відпочинок двох своїх добродіїв — о. митрата Войнаровського і директора Барнича. О.Войнаровський, як згадано на початку цієї статті, жив у Балинцях від 1892 до 1907 року, коли був парохом трьох сіл — Баленець, Бучачок і Трофанівки. Пізніше, протягом чотирьох років він був послом до Віденського парламенту. Отець Войнаровський полюбив село Балинці, утримував зв'язки з селом до самої смерті і в тестаманті записав кілька тисяч доларів на церкву в Балинцях . Коли жив у Балинцях збудував на місцевому цвинтарі родинну гробницю, до якої перевіз тлінні останки своєї дружини і мами, і де він також хотів бути похований. Але тимчасово його поховали у Львові, де він помер. Мешканці Балинець взяли масову участь у похоронах, щоб виявити вдячність за ту працю, яку отець митрат вклав у національне і культурне піднесення села, принесли на могилу урну балинецької землі і поклали вінок від громади. А вернувшись додому, створили комітет, очолений учителем Іваном Драгоманом, який мав завдання перевезти тіло покійного зі Львові до родинної гробниці в Балинцях. Заплановано це зробити в 1940 році, але війна й окупація Західної України радянськими наїзниками перешкодили. З такою ж вдячністю провели мешканці Балинець на місце вічного спочинку свого улюбленого директора школи Барнича, коли він помер в Коломиї, проживши понад 80 років. Він також любив село Балинці, якому віддав багато років свого життя, і коли відійшов на емеритуру і переїхав до Коломиї, то втримував далі зв'язки з Балинцями. Поки міг, він кілька разів на рік приїздив до села і завжди говорив:
Я жалую за Балинцями, за моїми учнями, з якими я прожив так довго.
Вдячні за його працю для села мешканці Балинець взяли масову участь у похоронах, разом із своїм хором та оркестрою. Обидві світові війни завдали селу великих утрат. На фронтах першої світової війни загинуло понад 50 вояків австрійської армії з Балинець, а кільканадцять вернулось додому інвалідами.
У боротьбу за українську державність в роки 1918-20 впало 20 юнаків з Балинець, у складі УСС Галицької армії. Кожного року в день 1 листопада громадяни села вшановують пам'ять героїв, що віддали життя за волю свого народу. В церкві збудовано символічну могилу з березовим хрестом, а парох села о. Миндюк, при великій участі свідомих громадян, правив Богослужіння й Панахиду за упавших. Під час першої радянської окупації Галичини від вересня 1939 до червня 1941 енкаведисти замордували 18 юнаків, переважно малолітніх. З них 15 замордували у Станіславі, одного у Львові і трьох в Сибіру. Їх імена подані нижче. За німецької окупації були розстріляні гестапо суддя Василь Трицюк, в Україні, студент Дмитро Семотюк, с. Іван в містечку Красне, селянин Михайло Манійчук, Петро Павлюк і Дмитро Драган в Коломиї. В німецьких концтаборах загинули Іван Демчик (с. Семена) та Іван Сенюк з малолітнім сином.
У роки 1940—1941 загинули з рук енкаведистів: брати Михайло, Василь і Дмитро Грицюки, (першого вбили при спробі арештувати, його братів на Сибіру, куди вони були вивезені з батьками); в Сибіру був розстріляний також Василь Ферлей, вивезений туди з батьками; у Станіславові були помордовані перед утечею радянської влади: Павло Трицюк, Іван Трицюк, Василь Ферлей, Іван Олексик, с. Юрія, Іван Дубчак, Василь Романюк, Василь Симовочик, Михайло Корбутяк, Ілько Герасимчук. В тюрмі у Львові був замордований студент Михайло Максимчук. Після повернення більшовицького наїзника, місцева міліція замордувала Михайла Пернеровського, батьки якого померли в Сибіру, і Василя Демчика, батько якого Іван загинув у німецькому концтаборі, а мама й дід на Сибіру. Багато хлопців були засуджені на 10-15 років ув'язнення в концтаборах, багато родин вивезені були на Сибір. Одні там повмирали, іншим заборонено вертатись до рідного села.
Ось скільки втрат і горя зазнало село Балинці від обох «визволителів» України. З тих, що вступили до дивізії «Галичина», загинули: студент Михайло Микитюк с. Івана, Василь Таліник с. Івана, Петро Самуляк с. Ілька, Василь Михайлик с. Олекси, Іван Семотюк.

### Товариства в Балинцях
Читальня «Просвіти» й товариство «Сільський господар» були засновані в Балинцях ще в 1894 році заходами пароха о. митрата Тита Войнаровського і директора школи Василя Барнича. Перший був головою «Сільського господаря» довгий час, а другий головою читальні «Просвіти». Директор Барнич віддав 25 років свого життя праці піднесення культурного рівня і національної свідомості в Балинцях. Як любитель співу, він організував і вишколив у Балинцях добрий хор, відомий на всю околицю. Отець Войнаровський був парохом від 1892 до 1907 року, коли був обраний послом до віденського парламенту. Завдяки праці цих двох народних діячів, село Балинці стало одним із найвідоміших сіл на Покутті і в Галичині.
У той час основано в Балинцях також споживчу кооперативу і кредитову спілку Райфайзенку. Споживча кооператива існувала, з малою перервою, від першої світової війни до приходу більшовицької армії в 1939 році.
В 1902 році засновано в Балинцях гімнастичне і протипожежне товариство «Січ». Його організатором був небіж о. Войнаровського, а кошовим довгий час був Василь Корбутяк, який виїхав перед першою свідовою війною до Америки. Звідки вернувся в 1921 році вже як вишколений комуністичний агітатор. Використовуючи важке економічне становище і настрої зневіри після програмної української визвольної війни та окупації Західної України поляками, він розгорнув широку просвітську агітацію і протягнув майже половину села Балинці та велику Частину Прикарпаття до партії Село–Роб.
Він був організатором великого першотравневого віча в містечку Заболотові в 1925 році, яке закінчилось кривавою сутичкою з польською поліцією. Після того віча він ховався кілька місяців від польської поліції, яка його шукала, а потім утік на радянську Україну. В 1928 році, коли там починалася насильна колективізація, він був арештований і ліквідований тими, за кого він так розпивався.
Після закінчення першої світової війни громадяни відновили працю в читальні «Просвіти», споживчій кооперативі і в товаристві «Сільський господар». Крім того заснували нові товариства «Рідна школа», «Відродження», що вело антиалкогольну акцію, і гімнастичне товариство «Луг». Головою якого був Стефан Войцехівський. Але «Луг» існував лише 3 роки. В 1927 р. польська влада заборонила його діяльність на тій підставі, що члени нібито виконують військові вправи. Замість «Лугу» постало в Балинцях в 1930 році перше товариство молоді «Каменярі». На рік раніше, ніж повітовий союз «Каменярі» в Коломиї. Кожне місцеве товариство було досить активне. При читальні «Просвіти» був драматичний гурток, який досить часто давав вистави не тільки в Балинцях, але й у сусідніх селах. Був також хор, диригентом якого був довгий час учень директора Барнича Микола Демчик. Читальня «Просвіти» власними силами давала кожного року в березні концерт на пошану Тараса Шевченка, а в травні — на пошану Івана Франка. В читальні часто відбувались доповіді на різні теми, читальня придбала бібліотеку і передплачувала майже всі українці газети. Крім того, було багато індивідуальних передплатників української преси, наприклад до села приходило 52 числа тижневика «Народна справа», 12 чисел щоденника «Новий час», 22 числа «Громадського голосу», понад 300 чисел журналу «Сільський господар» та інші журнали й газети («Каменяр», «Дзвіночок», тощо).
Важливу працю в селі вело товариство (кружок) «Сільський господар», яке організовувало різні сільськогосподарські курси. Перший курс відбувся в Балинцях восени 1928 року і тривав 14 днів. В курсі взяло участь понад 200 осіб з Балинець, Бучачок, Трофанівки. Викладали на курсі агрономи Помалій, Дмитренко і Лех. У співпраці з районовою молочарнею товариство в 1931 році завело контролю молочності і закупило двох расових бугайців для розмноження расової худоби. Організувало вишкіл також хліборобської молоді і влаштувало конкурси плекання телят, свиней і курей. Головами т-ва «Сільський господар» були по черзі Василь Семотюк, Олекса Корбутяк і Семен Деделюк. Головою секції контролю молочності, яка була однією з найкращих в Галичині, був Олекса Корбутяк, а головним контролером був Володимир Садлінський. В 1937 році відбулась у Балинцях вистава расової молочної худоби, на яку прибули зі Львова голова крайового т-ва «Сільський господар» д-р Михайло Холєвчук і представник Сільськогосподарської палати Косіба, а також представники воєдівського уряду й Виділу повітового. Представники уряду призначили кілька нагород селянам за найкращий вигляд худоби, за найвищу молочність і за найкращу стайню і висловили місцевому товариству «сільський господар» признання за добру працю. (Про виставку худоби в Балинцях є більша стаття в книжці «Сільський господар» у Львові, виданий УВАНОМ в Америці в 1970 році).
Активним було також товариство (кружок) «Рідна школа», яке перевело в селі плебісцит за те, щоб викладовою мовою у місцевій школі була українська мова. Товариство щороку переводило збірки на потреби рідного шкільництва — з нагоди Різдва коляду, з нагоди Великодня писанку, а крім того, осінні збірки. Люди охоче жертвували на цю ціль. Головою місцевого товариства «Рідна школа» був увесь час Василь Семотюк. Було в селі і протиалкогольне товариство «Відродження», яке шляхом голосування позбулося корчми з села. Т-во влаштувало виклади про шкідливість алкоголю і тютюну, які дали добрі наслідки, бо яких 90 % чоловіків, головне молодь, не курили. Головою товариства був Михайло Деделюк.
Жіноцтво було організоване в «Союзі українок», який давав концерти на пошану Л.Українки і влаштував конкурси куховарства та інше.
Славою села було товариство молоді «Каменярі» засноване 1930 р. За короткий час свого існування — польська влада заборонила його в 1936 році — товариство розгорнуло широку діяльність. Створило духову оркестру, яка складалась з 24 музикантів і виступила не тільки в Балинцях, але й в сусідніх селах. Оркестру вишколив колективний капельмейстер в австрійському війську професор Баран з Коломиї. При т-ві, до якого належала вся молодь села, було кілька секцій і футбольна, будування веж і вправ на поруччях (реку) і секція шахістів, якої головою був студент Михайло Максимчук. Його за радянської влади арештували енкаведисти у Львові під час однієї облави і замордували в 1941 році. Товариство не тільки влаштовувало фізкультурні свята в Балинцях, але також виявляло своє вміння в сусідніх селах і виступала на повітових святах «Каменярів» у Коломиї і Косові. На повітовому святі в Коломиї товариство одержало бюст Івана Франка в нагороду за вправи, які були визнані, як найкращі. У 1932 році делегація товариства у складі голови Михайла Деделюка і восьми членів, хлопців і дівчат, брала участь у відкритті пам'ятника Іванові Франкові у Львові.

### Список добровольців із Балинець, що служили в УСС
Ілько Грицюк (впав на Маківці), Михайло Грицюк, Андрій Грицюк, Олекса Гнатчук, Василь Гуцул, Петро Деделюк, Дмитро Деделюк, Михайло Карала, Дмитро Корбутяк, Олекса Корбутяк, Матвій Корбутяк, Іван Максимчук, Степан Микитюк, Петро Лящук, Михайло Пернеровський, Олекса Семотюк, брати Соколяти, Михайло Сиротюк, Михайло Стефанський (впав на Маківці), Василь Ферлей, Михайло Ферлей, Дмитро Формосяк (впав на Маківці).

## Населення

### Мова
Розподіл населення за рідною мовою за даними перепису 2001 року:
| Мова       | Кількість | Відсоток |
| ---------- | --------- | -------- |
| українська | 1344      | 99.85%   |
| російська  | 2         | 0.15%    |
| Усього     | 1346      | 100%     |

## Найвідоміші уродженці
- Барнич Ярослав Васильович (1896—1967) — український композитор, диригент, педагог, скрипаль, громадський діяч.
- Горук Василь Іванович — керівник Городенківського надрайонного проводу ОУН, Лицар Срібного хреста заслуги УПА.
- Климкевич (Шміґельська) Ірина Романівна (1893—1956) — педагогиня, письменниця, санітарна хорунжа Української Галицької Армії.
- Корбутяк Василь Юлійович (1883—1937) — український політичний діяч лівого спрямування, учасник революційного руху в Західній Україні.
- Ферлей Тарас (1882—1947) — журналіст, видавець, громадсько-політичний діяч, перший українець вибраний депутатом провінційного парламенту Манітоби в Канаді.
- Шміґельський Іван Йосифович (1879—1919) — правник, військовик, офіцер австро-угорської армії, старшина Української Галицької Армії.
- Яремійчук Марія Олексіївна (1920 — 2013) — українська радянська діячка, новатор сільськогосподарського виробництва, ланкова колгоспу імені Івана Франка села Балинці Гвіздецького (Снятинського) району Івано-Франківської області. Герой Соціалістичної Праці (13.07.1954). Депутат Верховної Ради УРСР 4-го скликання.